# Uniküla (Maidla)
Uniküla – wieś w Estonii, w prowincji Virumaa Wschodnia, w gminie Maidla.